# Michel Erman
Pour les articles homonymes, voir Erman.
Michel Erman, né en 1955, est un écrivain et universitaire français, spécialiste de Marcel Proust.

## Biographie
Docteur ès lettres (1984), Michel Erman est professeur de linguistique à l'université de Bourgogne. Il a consacré six ouvrages à Marcel Proust.

## Publications
Ouvrages
- Marcel Proust, Fayard, 1994
- Le clown se meurt : Polar privé, Café noir, 2003
- Poétique du personnage de roman, Éditions Ellipses, 2006
- La Cruauté : Essai sur la passion du mal, Presses universitaires de France, 2009
- Le Bottin proustien. Qui est dans "La Recherche" ?, Paris, Éditions de la Table ronde, 2010
- Le Bottin des lieux proustiens, La Table ronde, 2011
- Éloge de la vengeance : Essai sur le juste et la justice, Puf, 2012
- Les 100 Mots de Proust, « Que sais-je ? », Puf, 2013
- Le Paris de Proust, Éditions alexandrines, 2015 et 2017
- Le Lien d’amitié : Une force d'âme, Plon, 2016
- Proust. une biographie, éditions de la Table ronde, 2018
- Aimons-nous encore la liberté, Plon, 2019  (ISBN 978-2259276832)

Ouvrages en collaboration
- L'Atelier du roman n° 47 : Passeront-ils les frontières ?, avec Simon Leys, Sempé et Louis Hamelin, Flammarion, 2006
- Transferts de concepts : d'un savoir à l'autre, avec Martine Bercot, éd. Université de Dijon, 2006
- Le Cri des Africains : Regards sur la rhétorique abolitionniste, avec Olivier Pétré-Grenouilleau, éd. Manucius, 2009
- Lectures d'Albert Camus, avec Virgil Tanase, Agnès Spiquel et Séverine Gaspari, éd. Alain Barthélemy, 2011